# چارلز کینگ (ورزشکار)
چارلز کینگ (انگلیسی: Charles King; ۱۰ دسامبر ۱۸۸۰ – ۱۹ فوریهٔ ۱۹۵۸) ورزشکار دو و میدانی اهل ایالات متحده آمریکا بود.